# Johannes Haantjes
Johannes Haantjes (Itens, Súdwest-Fryslân, Países Bajos, 18 de septiembre de 1909-Leiden, Países Bajos, 8 de febrero de 1956) fue un matemático neerlandés especializado en geometría.

## Vida y obra
Estudió en Leiden, donde fue alumno, entre otros, de Jan Cornelis Kluyver, Jan Arnoldus Schouten y Johannes Droste, y fue durante un corto periodo de tiempo asistente de Paul Ehrenfest. En 1933 obtuvo un doctorado investigando en un campo propuesto por Schouten, y supervisado por Willem van der Woude, con la tesis Het beweeglijk assenstelsel in de affiene ruimte.
Desde 1945 fue profesor de la Universidad Libre de Ámsterdam y a partir de 1948 en Leiden.
En 1952 fue elegido miembro de la Real Academia de Artes y Ciencias de los Países Bajos.
Uno de sus alumnos de doctorado fue Johan Jacob Seidel.

## Obras
- Inleiding tot de differentiaalmeetkunde, Groninga, Noordhoff, 1954